# Акосомбо (гидроэлектростанция)
Акосомбо — гидроэлектростанция на юго-востоке Ганы в ущелье Акосомбо на реке Вольта. Также известна под названием Гидроэлектрический Проект Акосомбо (ГэП Акосомбо) (англ. Akosombo Hydroelectric Project (Akosombo HEP)). При возведении плотины гидроэлектростанции образовалось водохранилище Акосомбо, также известное как озеро Вольта.
Одной из основных целей строительства гидроэлектростанции было обеспечение электроэнергией алюминиевого производства. Первоначально мощность электростанции планировалась в 912 МВт, но в ходе строительства была скорректирована до 1020 МВт.
Заполнение водохранилища происходило с 1962 по 1966 год.

## О плотине
Плотина была задумана в 1915 году геологом Альбертом Эрнестом Китсоном, однако плана строительства не было до 1940-х. Гидроэлектростанция плотины обеспечивает электроэнергией Гану и соседние страны Западной Африки, включая Того и Бенин. Плотина имеет ширину 660 метров и высоту 111 метров и ширину основания в 366 метров. Строительство шло с 1961 по 1965 годы и обошлось в сумму около 5,58 млрд долларов. Разработка осуществлялось по инициативе правительства Ганы и на 25 % финансировалось Международным Банком Реконструкции и Развития — дочерней организации Всемирного Банка, США и Великобританией.
20 % выходной мощности электростанции Акосомбо (70 % национального спроса) распределяются в основном в Гане, оставшиеся 80 % продаются Алюминиевой Компании Вольта (англ. Volta Aluminum Company), принадлежащей Соединённым Штатам Америки.
Правительство Ганы по контракту оплатило более 50 % стоимости строительства Акосомбо, но на нужды страны поставляется лишь 20 % вырабатываемой электроэнергии (хотя электростанция принадлежит госкомпании). Некоторые комментаторы считают, что это пример неоколониализма.

## Справочная информация
Развитие бассейна реки Вольта было первоначально предложено в 1949 году, однако из-за недостатка средств стало возможно только после того, как американская компания Valco выделила кредит на постройку плотины. Известная до 1957 года как британская колония Золотой берег, Гана, став независимой, первой обрела свободу от колониального господства. В то время экономика Ганы ограничивалась исключительно производством какао. Как новая независимая страна, Гана заинтересовалась расширением экономики за счёт развития промышленности. Избранный премьер-министр Ганы доктор Кваме Нкрума принял постановление о разработке ГэП Акосомбо в качестве приоритетного для развития новой промышленности и роста экономики.

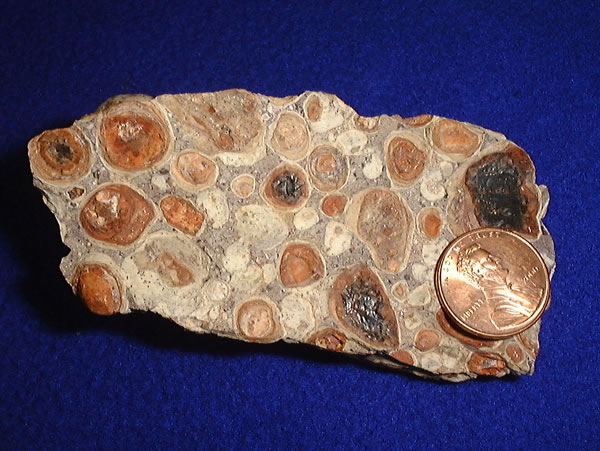
Мощности ГэП используются для обработки бокситов (изображены с монетой пенни для относительного масштаба)

Финальный облик проект приобрёл после строительства металлургического завода для выплавки алюминия в Теме. Гидроэлектростанция спроектирована для питания плавильных печей и сети ЛЭП, установленных в южной части Ганы. Как ожидается, металлургический комбинат обеспечит полный цикл работ: разведку местных бокситов, их добычу и переработку. Это позволит производить алюминий без импорта иностранного сырья. Развитие металлургии в Гане сильно зависит от возможностей гидроэнергетики.